# Michael Turner
Michael Turner (født 13. februar 1982 i Waukegan, Illinois, USA) er en amerikansk footballspiller (running back), der pt. er free agent. Turner har tidligere spillet ni år i NFL for henholdsvis San Diego Chargers og Atlanta Falcons. Han har to gange deltaget i Pro Bowl.

## Klubber
- San Diego Chargers (2004–2007)
- Atlanta Falcons (2008–2012)